# Возвращение Будулая
«Возвраще́ние Будула́я» — четырёхсерийный художественный фильм, снятый советским режиссёром Александром Бланком по мотивам романа Анатолия Калинина «Цыган», продолжение многосерийного фильма «Цыган».

## Сюжет
Бандиты жестоко избили Будулая, и память не возвращалась к нему более полугода. Только случайная встреча с сыном Ваней, который узнал от матери, кто его настоящий отец, помогла цыгану вспомнить своё прошлое.
Будулай решает найти преступников. Ему помогают друзья и милиция. После того как бандиты оказываются за решёткой, цыган возвращается к Клавдии и любимому сыну на донской хутор  Пухляковский.

## В ролях
- Михай Волонтир — Будулай Романов
- Клара Лучко — Клавдия Петровна Пухлякова
- Алексей Никульников — Ваня, сын Будулая и приёмный сын Клавдии
- Ариадна Шенгелая — доктор
- Нина Русланова — Катя
- Леонид Неведомский — Тимофей Ильич Ермаков, председатель колхоза
- Матлюба Алимова (в титрах Ахметова) — Настя
- Иван Рыжов — директор конезавода генерал Пётр Максимович Стрепетов
- Иван Лапиков — дед Василий
- Ольга Жулина — Нюра, дочь Клавдии
- Соня Тимофеева — Шелоро
- Рудик Овсепян — Егор Романов
- Михаил Долгинин — Мишка Солдатов
- Олег Хабалов — усатый цыган
- Михаил Матвеев — Егор Шелухин, фронтовой друг Будулая
- Георгий Кавтарадзе — Самсон
- Стасис Пятронайтис — Станислав Ожогин, фронтовой друг Будулая (дублирует Вадим Спиридонов)
- Юрий Шерстнёв — «лысый»
- Амаяк Акопян — Марэ, цыган-фокусник
- Вячеслав Баранов — шофёр
- Александр Вдовин — шофёр
- Сергей Приселков — Карпуша

## Съёмочная группа
- Авторы сценария: Александр Марьямов, Александр Бланк, Наталья Калинина
- Режиссёр-постановщик: Александр Бланк
- Операторы-постановщики: Лев Бунин, Иван Сафронов
- Художник-постановщик: Александра Конардова
- Композитор: Игорь Кантюков, Валерий Зубков

## Места съемок
Сцены у военного училища снимались в городе Новочеркасске Ростовской области.